# Dal lofai al cisei
Dal lofai al cisei è il terzo album di Bugo. È il primo disco del cantautore prodotto e distribuito dalla casa discografica Universal.
In occasione della presentazione dell'album, il 3 ottobre 2002, è stata distribuita ai fan anche la musicassetta autoprodotta Musica minerale naturale, un altro lavoro inedito.

## Tracce
Testi e musiche di Bugo.
1. Portacenere – 5:10
2. Con il cuore nel culo – 3:23
3. Piede sulla merda – 5:37
4. La mia fiamma – 3:08
5. Pasta al burro – 4:36
6. Casalingo – 4:30
7. Morbida scheggia – 5:25
8. Milano tranquillità – 4:50
9. Io mi rompo i coglioni – 3:21
10. Nero arcobaleno – 5:51
11. Fai la fila – 14:35 – Il brano "Fai la fila" dura 4:05. Dopo 9 minuti di silenzio (4:05 - 13:05), inizia una traccia fantasma senza titolo.

Durata totale: 60:26

## Crediti
- Bugo: voce, musica, strumenti, produzione
- Stefania Pedretti: violino (zummato) su "Nero arcobaleno"
- Maria Pipolo: voce su "Pasta al burro"
- Joe Valeriano: chitarra wawa su "Piede sulla merda"
- Jacopo Andreini: batteria (rullatona) su "Piede sulla merda"
- Cristian Dondi: batteria su  "La mia fiamma"
- Fabio Magistrali: produzione, mixaggio, registrazione, batteria su "Io mi rompo i coglioni"
- Giovanni Versari: mastering
- Patrizia Oliva: fotografia